# Mikkel Delbo Larsen
Mikkel Delbo Larsen (* 25. Februar 1985) ist ein dänischer Badmintonspieler. 

## Karriere
Mikkel Delbo Larsen gewann 2003 den Junioren-Europameistertitel im Herrendoppel mit Martin Bille Larsen. 2006 siegte er bei den Cyprus International, 2007 bei den Portugal International und den Polish International. 2009 war er bei den Irish Open, Bitburger Open und den Spanish International erfolgreich. 2010 wurde er erstmals dänischer Meister.

## Sportliche Erfolge
| Saison    | Veranstaltung                                    | Disziplin    | Platz | Name                                                          |
| --------- | ------------------------------------------------ | ------------ | ----- | ------------------------------------------------------------- |
| 1999/2000 | Dänemark: Einzelmeisterschaften der Junioren U15 | Mixed        | 1     | Mikkel Delbo Larsen, SB50 Ishøj / Carina Kristensen, Skagen   |
| 1999/2000 | Dänemark: Einzelmeisterschaften der Junioren U15 | Herreneinzel | 1     | Mikkel Delbo Larsen, SB50 Ishøj                               |
| 2003      | Junioren-Europameisterschaft                     | Herrendoppel | 1     | Mikkel Delbo Larsen / Martin Bille Larsen                     |
| 2006      | Cyprus International                             | Herrendoppel | 1     | Mikkel Delbo Larsen / Jacob Chemnitz                          |
| 2007      | Portugal International                           | Herrendoppel | 1     | Mikkel Delbo Larsen / Jacob Chemnitz                          |
| 2007      | Polish International                             | Herrendoppel | 1     | Mikkel Delbo Larsen / Jacob Chemnitz                          |
| 2007      | Türkei: Internationale Meisterschaften           | Herrendoppel | 3     | Mikkel Delbo Larsen / Jacob Chemnitz                          |
| 2009      | Irish Open                                       | Mixed        | 1     | Mikkel Delbo Larsen / Mie Schjøtt-Kristensen                  |
| 2009      | Bitburger Open                                   | Mixed        | 1     | Mikkel Delbo Larsen / Mie Schjøtt-Kristensen                  |
| 2009      | Spanish International                            | Herrendoppel | 1     | Rasmus Bonde / Mikkel Delbo Larsen                            |
| 2009/2010 | Dänemark: Einzelmeisterschaften                  | Mixed        | 1     | Mikkel Delbo Larsen / Mette Schjoldager, Gentofte, Skovshoved |
| 2010      | Finnish International                            | Mixed        | 1     | Mikkel Delbo Larsen / Mie Schjøtt-Kristensen                  |